# Anjeza Shahini
Anjeza Shahini est une chanteuse albanaise née le 4 mai 1987.

## Biographie
Âgée de 16 ans, Anjeza participe à la Pop star albanaise appelée Etheve. En finale avec le chanteur et futur choriste de The Image of You Klajdi Musabelliu, elle chante en duo le tube de Grease You're the One That I Want. Elle termine vainqueur de cette compétition.
Gagnante de l'Etheve, elle participe au Festivali i Këngës 2003 organisé par la Radio Televizioni Shqiptar (RTSH, Chaîne publique albanaise) au Palais des Congrès de Tirana en décembre 2003. Le vote des téléspectateurs de la RTSH et du jury couronne son interprétation de sa chanson Imazhi Yt (Ton image) devant 29 autres participants. Cette victoire lui permet de représenter l'Albanie en demi-finale du 49e Concours Eurovision de la chanson à İstanbul le 12 mai 2004. C'est alors la première apparition de l'Albanie au concours.
La victoire d'Anjeza Shahini au Festivali i Këngës 2003 est bien perçue par les Albanais, même si les origines Roms d'Anjeza Shahini sont souvent mentionnées dans les médias.
Lors du concours, la chanson d'Anjeza Shahini Imazhi Yt traduite en anglais et rebaptisée The Image of You se classe 4e en demi-finale avec 167 points. Les 10 premiers de la demi-finale participent à la finale et Shahini arrive 7e en finale avec 106 points ce qui fait de la première participation de l'Albanie un succès.
Anjeza participe de nouveau au Festivali i Këngës 2005 avec sa chanson intitulée Pse Ndal ? (Pourquoi arrêter ?) mais n'est pas parmi les 3 chansons favorites du public albanais.
Actuellement, elle prépare son premier album à Vienne, en Autriche.